# Șarkî, Derajnea
Șarkî (în ucraineană Шарки) este un sat în comuna Iablunivka din raionul Derajnea, regiunea Hmelnîțkîi, Ucraina.

## Demografie
Componența lingvistică a localității Șarkî
     Ucraineană (100%)
Conform recensământului din 2001, toată populația localității Șarkî era vorbitoare de ucraineană (100%).